# دسینس ۱۵۰۳۴
سیارک ۱۵۰۳۴ (به انگلیسی: 15034 Decines، نامگذاری:1998WH) پانزده هزار و سی و چهارمین سیارک کشف شده‌است که در ۱۶ نوامبر ۱۹۹۸ کشف شد.